# 竟晖
竟暉（1969年7月—），男，漢族，山西太原人，大學學歷，經濟學碩士學位。1991年7月參加工作，1991年1月加入中國共產黨。

## 生平
1991年7月，進入中國人民銀行山西省分行工作。2003年12月，調任中國銀行業監督管理委員會山西監管局（山西銀監局）。2012年3月，任山西省人民政府金融工作辦公室副主任。2015年3月，掛職中共呂梁市委常委、呂梁市人民政府副市長。2017年8月，升任山西省人民政府金融工作辦公室主任。2018年10月，改任山西省地方金融監督管理局（省政府金融辦）局長（主任）。2020年6月，被免職。
2020年7月19日，山西省紀委監委宣布竟暉涉嫌嚴重違紀違法，正在接受紀律審查和監察調查。